# Нова Студниця (Західнопоморське воєводство)
Нова Студниця (пол. Nowa Studnica) — село в Польщі, у гміні Тучно Валецького повіту Західнопоморського воєводства.
Населення — 108 осіб (2011).
У 1975-1998 роках село належало до Пільського воєводства.

## Демографія
Демографічна структура станом на 31 березня 2011 року:
|          | Загалом | Допрацездатний вік | Працездатний вік | Постпрацездатний вік |
| -------- | ------- | ------------------ | ---------------- | -------------------- |
| Чоловіки | 55      | 8                  | 41               | 6                    |
| Жінки    | 53      | 7                  | 36               | 10                   |
| Разом    | 108     | 15                 | 77               | 16                   |